# Selaginella spinulosa
Selaginella spinulosa é uma espécie de vegetais da família selaginellaceae. A temperatura ideal para a espécie sobreviver é de 10 até 35 °C.

## Distribuição geográfica
A espécie é encontrada na Rússia, japão, grande parte da Europa, américa do norte, groelândia e alguns espécimes foram encontrados na indonésia e áfrica.